# Henri Ponsot
Henri Ponsot (Bolonha, 2 de março de 1877-1963) foi um diplomata francês.
Depois de estudar Direito na Universidade de Dijon, entrou para a carreira diplomática em 1903. Depois de visitar o Sião, Berlim e Canadá, foi nomeado secretário-geral do governo tunisino em 1922. Chamado à Sub-Direção dos Assuntos Africanos, negociou com Espanha um acordo de ação conjunta em Marrocos e liderou as conversações de Oujda (maio de 1925). Tornou-se então Alto-Comissário de França para o Levante de agosto de 1926 a julho de 1933, sediado em Beirute, e em seguida residente-general da França em Marrocos, cargo que ocupou de agosto de 1933 a março de 1936. Em seguida, concluiu o trabalho de pacificação, proporcionando ligações permanentes com a Mauritânia, prosseguindo o desenvolvimento de equipamentos industriais do país e participou no estabelecimento de tarifas aduaneiras. Foi nomeado embaixador francês em 1934 e, de março de 1936 a outubro de 1938, na Turquia. Depois, aposentado por Alexis Léger para permitir que o Quai d'Orsay encontrasse em Ancara uma nova missão ao embaixador francês desalojada do posto de Viena, na Áustria, pelo Anschluss, foi consultado durante a Ocupação pelo grupo de resistência liderado por Jean Chauvel. Na Libertação, Chauvel nomeou-o para Genebra para ajudar a criar o Gabinete do Alto-comissariado das Nações Unidas para os Refugiados. Permaneceu lá por vários anos, até à sua reforma final.